# تلمبه ایلپور
تلمبه ایلپور یک منطقهٔ مسکونی در ایران است که در دهستان گلستان (سیرجان) واقع شده‌است. تلمبه ایلپور ۶ نفر جمعیت دارد.